# Reformierte Kirche Maloja

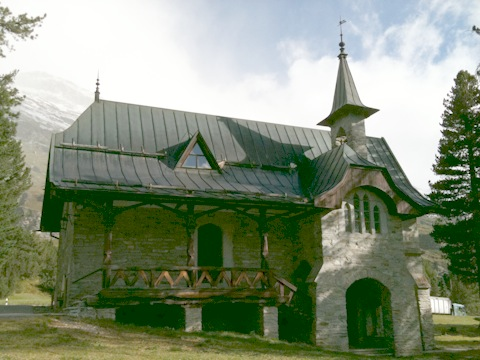
Reformierte Kirche Maloja

Die reformierte Kirche in Maloja ist ein evangelisch-reformiertes Gotteshaus unter dem Denkmalschutz des Kantons Graubünden. Die Kirche befindet sich vom Oberengadin her gesehen am Dorfeingang an der Kantonsstrasse.

## Geschichte und Ausstattung
Die Kirche war ursprünglich ein anglikanischer Sakralbau Ende des 19. Jahrhunderts, der im Zusammenhang mit dem britischen Wintertourismus errichtet wurde.
Erstellt wurde die Kirche 1888–89 durch den Architekten Nicolaus Hartmann sen. und den Baumeister Alexander Kuoni. Auftraggeber war die Kursaal AG des Maloja Palace.
Die Kirche präsentiert sich als stilisiert-neogotischer Bau. Das Kirchenschiff trägt über einem stark gebeugten Walmdach einen Dachreiter und ist mit Sichtsteinmauerwerk bekleidet.
Der Chor ist im Inneren rechteckig angelegt. Zentral ist der Altar, der auch nach Übertragung des Gebäudes an die Reformierten beibehalten wurde.
Die Kirchenraum ist mit einem Gewölbe aus Holztonnen, das an die Arche Noah gemahnt, überzogen.

## Kirchliche Organisation
Die Evangelisch-reformierte Landeskirche Graubünden führt Maloja als Teil der Kirchgemeinde Bergell/Bregaglia.

## Galerie

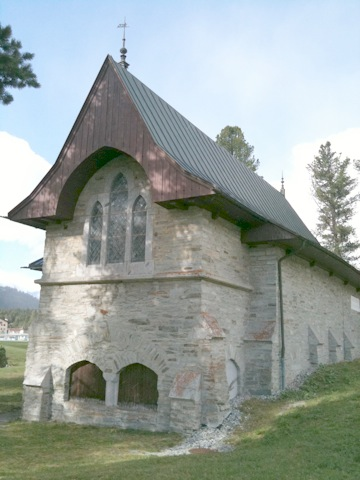
Aussenansicht des Chores
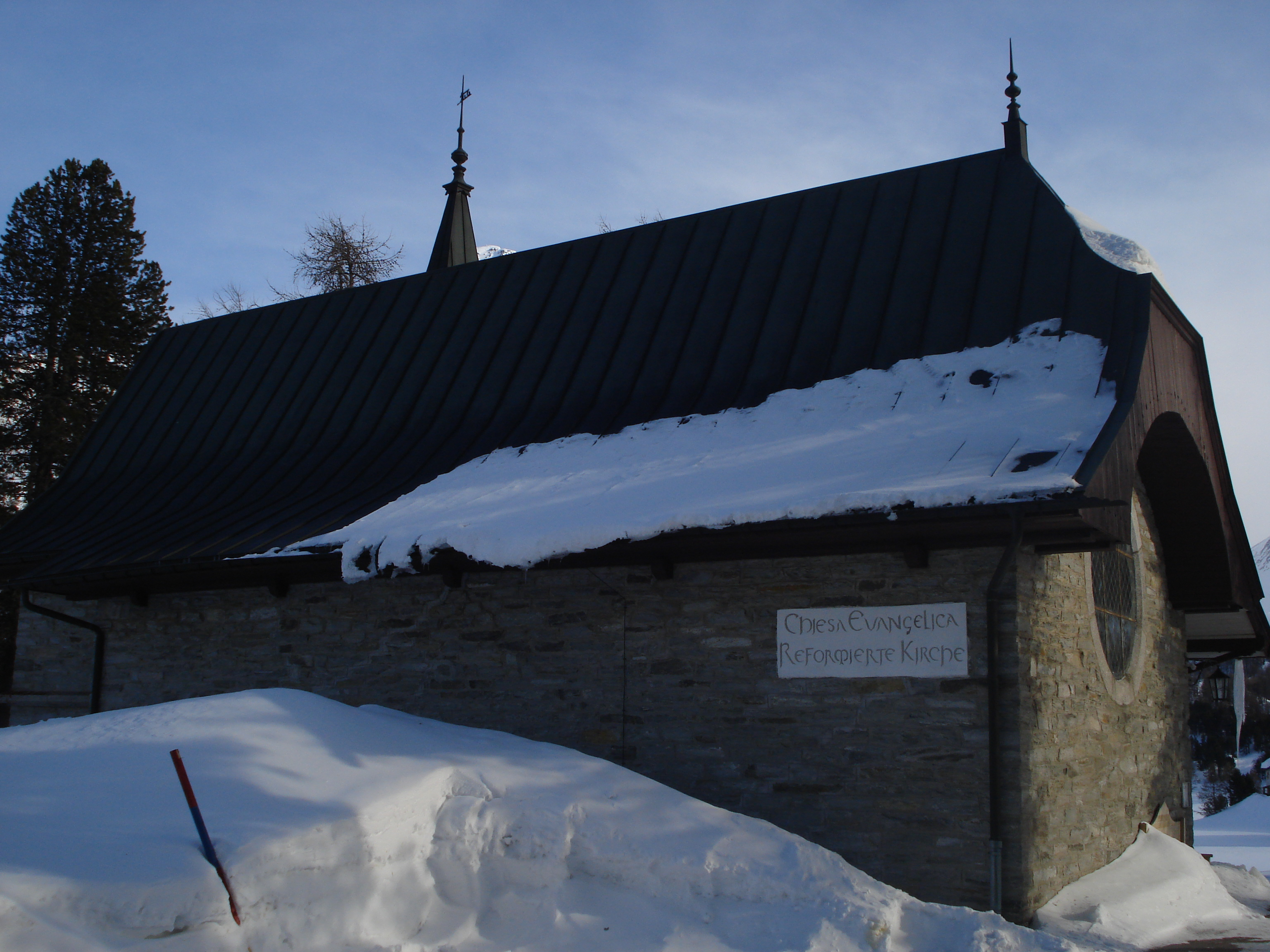
Im Winter
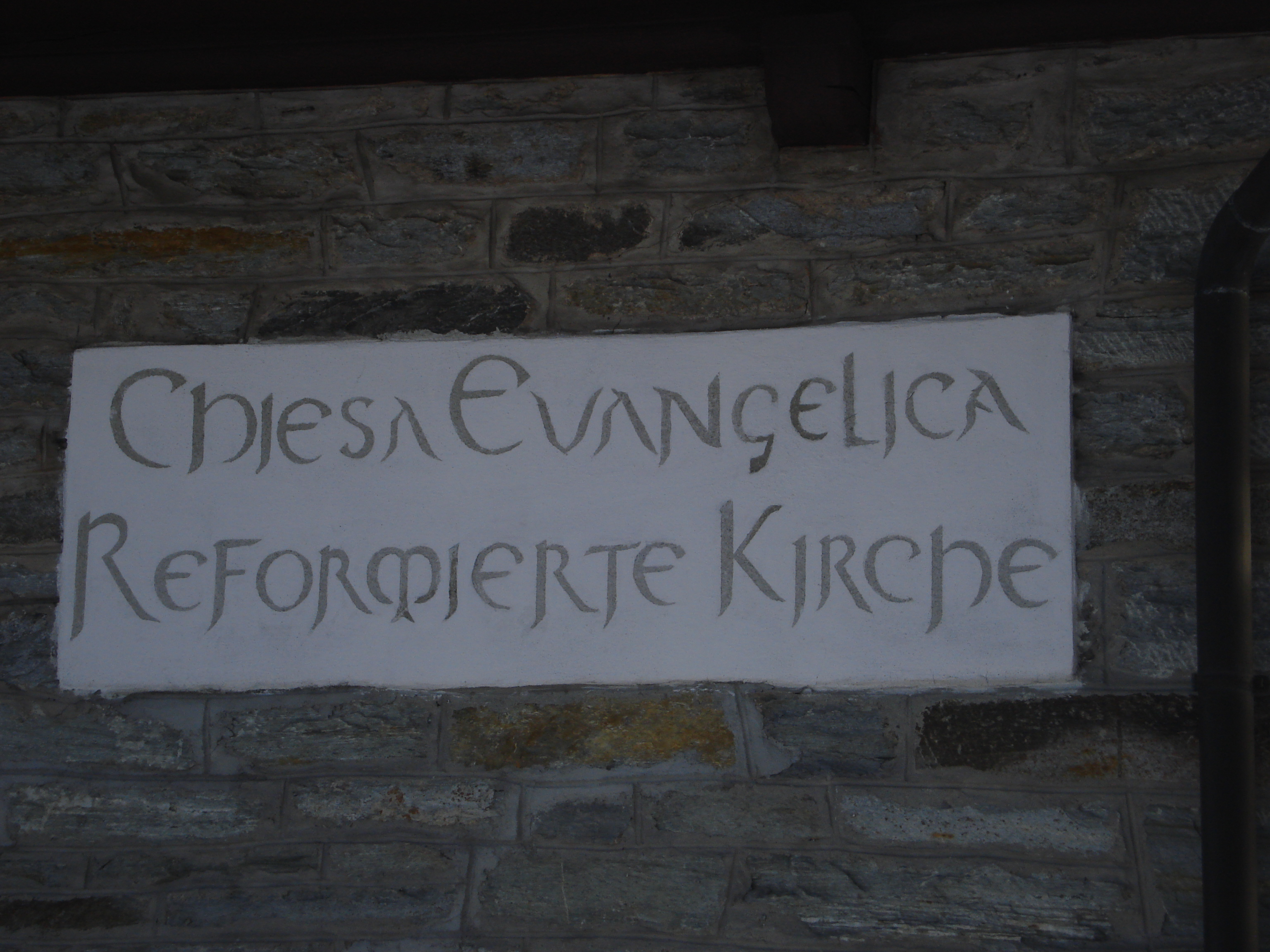
Italienisch-deutsche Inschrift der Tafel an der Aussenwand
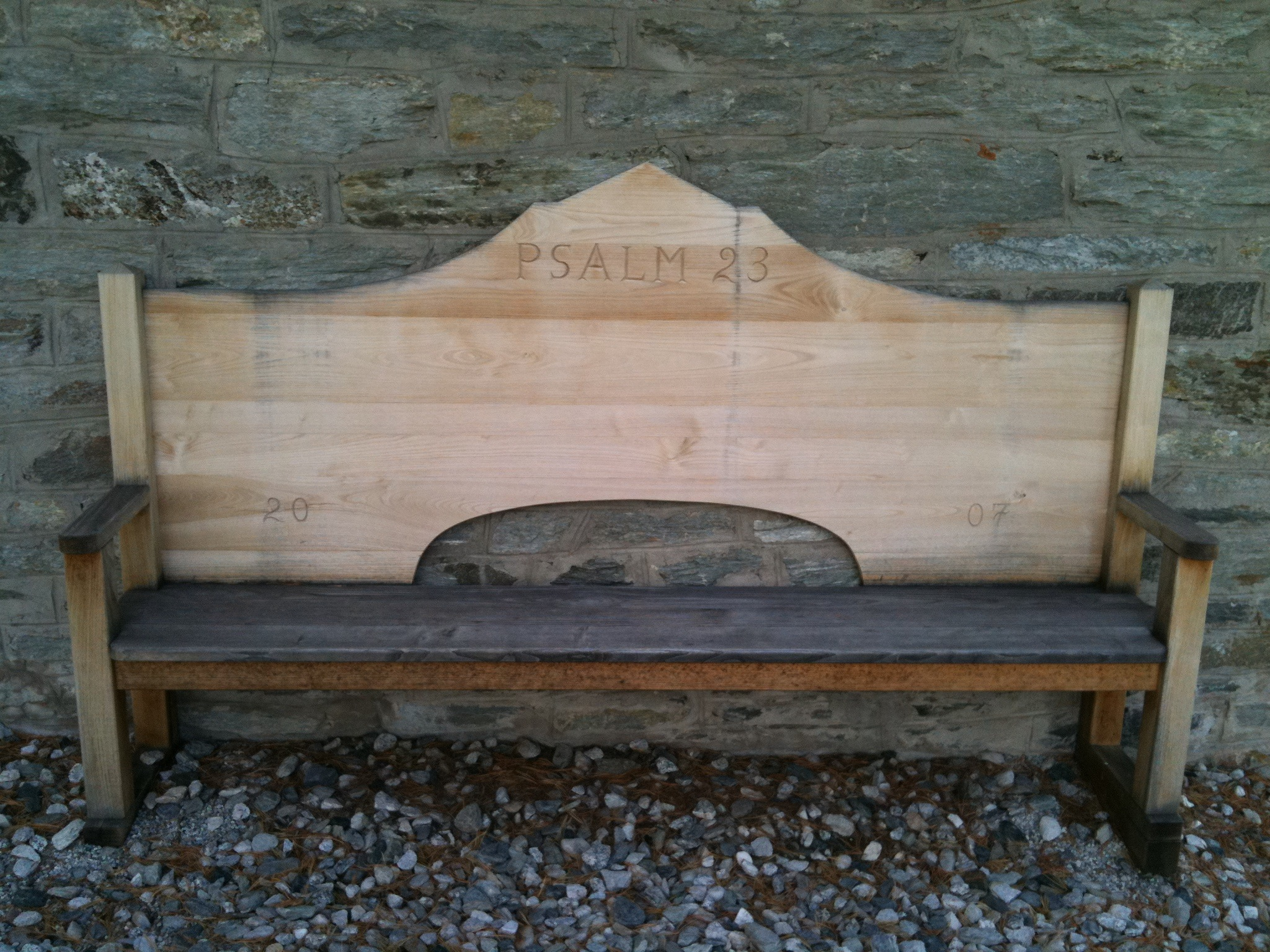
Psalm 23, eingeschnitzt auf Bank vor der Kirche